# Saison 2012-2013 du Standard de Liège
Maillots
Chronologie
Saison précédente Saison suivante
La saison 2012-2013 du Standard de Liège voit le club évoluer en Jupiler Pro League. C'est la 96e saison du club au plus haut niveau du football belge, et la 91e consécutive, c'est le record absolu en Belgique. Il participe également à la Coupe Cofidis.

## Équipements
| Marque:           |  | Joma |
| Sponsors maillot: |  | Base |

## Déroulement de la saison
Le 17 juillet 2012, le Standard de Liège, le K Lierse SK et Eiji Kawashima trouvent un accord. Le gardien japonais, qui compte 28 sélections en équipe nationale et plus de 250 matchs au compteur, signe un contrat portant sur trois saisons pour un montant qui avoisine les 600,000 euros. En signant au Standard, il devient le premier joueur japonais à jouer pour les Rouches. Bien qu'il ne soit pas considéré comme un des meilleurs gardiens du championnat belge, son arrivée procure un peu de publicité au club, le président Duchâtelet voulant s'attaquer au marché asiatique. Outre Eiji Kawashima, le Standard achète de nombreux joueurs tels que Frédéric Bulot (joueur révélé en Ligue 1 française dans le club de Caen), Astrit Ajdarević (espoir suédois), Marvin Ogunjimi (ancien attaquant de Genk), Dudu Biton (attaquant appartenant au Sporting de Charleroi) et le défenseur Yohan Tavares. Dans le même temps, plusieurs joueurs cadres quittent le club pour la concurrence. C'est le cas de Gohi Bi Cyriac et de Mémé Tchité.
Après une entame de championnat correcte, le Standard s'effondre et perd quatre fois consécutivement, face au FC Bruges, au Beerschot, à La Gantoise et à Courtrai. Le club arrache ensuite une victoire inespérée à domicile face à Anderlecht. À l'issue du derby wallon face au RAEC Mons (victoire 3-1 des Dragons), le Standard sombre de nouveau et plonge dans la crise. Avec un bilan de 13/33 points et une inhabituelle 12e place au classement général, le Standard de Liège et Ron Jans se séparent de commun accord le 22 octobre 2012. Tandis que la direction choisit son nouvel entraîneur, le Standard, sous la conduite de l'intérimaire Peter Balette, décroche une pénible victoire à domicile contre la lanterne rouge, le Cercle Bruges. Après avoir pris contact avec Mazzu et Vercauteren, Roland Duchâtelet s'est renseigné auprès de Vandereycken et c'est finalement le 27 octobre 2012 que Mircea Rednic est annoncé comme nouvel entraîneur. Ancien de la maison, il contribue à deux victoires importantes : la première lors d'un déplacement à Genk et la seconde à Sclessin contre la meilleure attaque du championnat (OHL). Par la suite, malgré une défaite sur le score de 2-1 à Lokeren (4e du championnat) et un match nul vierge à Zulte-Waregem (2e du championnat), le Standard remonte au classement avec des victoires face au K Lierse SK, à Waasland-Beveren, au Sporting de Charleroi et face au FC Malines. Peu de temps après, le Standard rencontre le FC Bruges à domicile dans un stade enfin comble. Ce match au sommet tourne à l'avantage d'un Bruges efficace, et ce, malgré un bon Standard qui n'a pas été aidé par l'arbitrage. La dernière rencontre avant la trêve hivernale se conclut par une victoire facile du Standard face au Beerschot, déforcé et faiblard. Certes avantagé par un calendrier facile, depuis l'arrivée de Mircea Rednic, le Standard est la deuxième équipe à avoir engrangé le plus de points derrière le ténor du championnat, Anderlecht.
On prédit alors beaucoup de mouvements au Standard pendant la trêve, en particulier des départs. Or le mercato hivernal débute de manière étonnement calme : peu de départs, presque aucune rumeur d'arrivées, et une direction qui ne semble pas vouloir faire bouger les choses. L'inquiétude s'installe dans le clan des supporteurs et dans le staff technique qui demande des renforts. Les arrivées de joueurs nippons tels que Kensuke Nagai et Yuji Ono sont enregistrées, mais elles ne semblent pas correspondre aux demandes de l'entraîneur Mircea Rednic. La colère au sein des supporteurs monte encore d'un cran après l’officialisation du départ de deux joueurs importants au sein de l'effectif du Standard, Réginal Goreux et Sébastien Pocognoli. À la fin de la saison, le Standard entame de manière presque parfaite les playoffs 1, pour finalement s'écrouler lors des matchs retour à la 4e place. Le Standard affronte Gand pour la dernière place qualificative en Ligue Europa. Battus 1 à 0 à l'aller, les Liégeois s'imposent 7 à 0 au retour et gagnent ainsi leur ticket européen pour le deuxième tour préliminaire de la Ligue Europa. Au lendemain du match contre Gand la direction annonce la non-reconduction de Mircea Rednic et la nomination comme T1 de Guy Luzon, entraîneur des jeunes en Israël, qui a la lourde tâche de faire oublier aux supporteurs passablement énervés la décision du président.

## Staff Technique
| Fonction                | Nom              | Date de Naissance | Nationalité | Fin du Contrat               | Dernier Club             |
| ----------------------- | ---------------- | ----------------- | ----------- | ---------------------------- | ------------------------ |
| Entraineur principal    | Mircea Rednic    | 09-04-1962        | Roumanie    | Juin 2013                    | FC Petrolul Ploiești     |
| Entraineur adjoint      | Peter Balette    | 11-04-1961        | Belgique    | Juin 2013                    | Club Bruges KV           |
| Entraineur adjoint      | Mihai Teja       | /                 | Roumanie    | Juin 2013                    | FC Petrolul Ploiești     |
| Entraineur des gardiens | Erik Deleu       | 30-01-1960        | Belgique    | Juin 2013                    | AFC Tubize               |
| Préparateur physique    | Carlos Rodriguez | /                 | Belgique    | contrat à durée indéterminée | Standard de Liège        |
| Entraîneur des espoirs  | Patrick Van Kets | 12-12-1966        | Belgique    | contrat à durée indéterminée | Porto-Vecchio            |
| Cellule de scouting     | Hans Galjé       | 21-02-1957        | Pays-Bas    | contrat à durée indéterminée | Équipe nationale         |
| Cellule de scouting     | Henri Depireux   | 01-02-1944        | Belgique    | contrat à durée indéterminée | Standard Fémina de Liège |

## Effectif professionnel

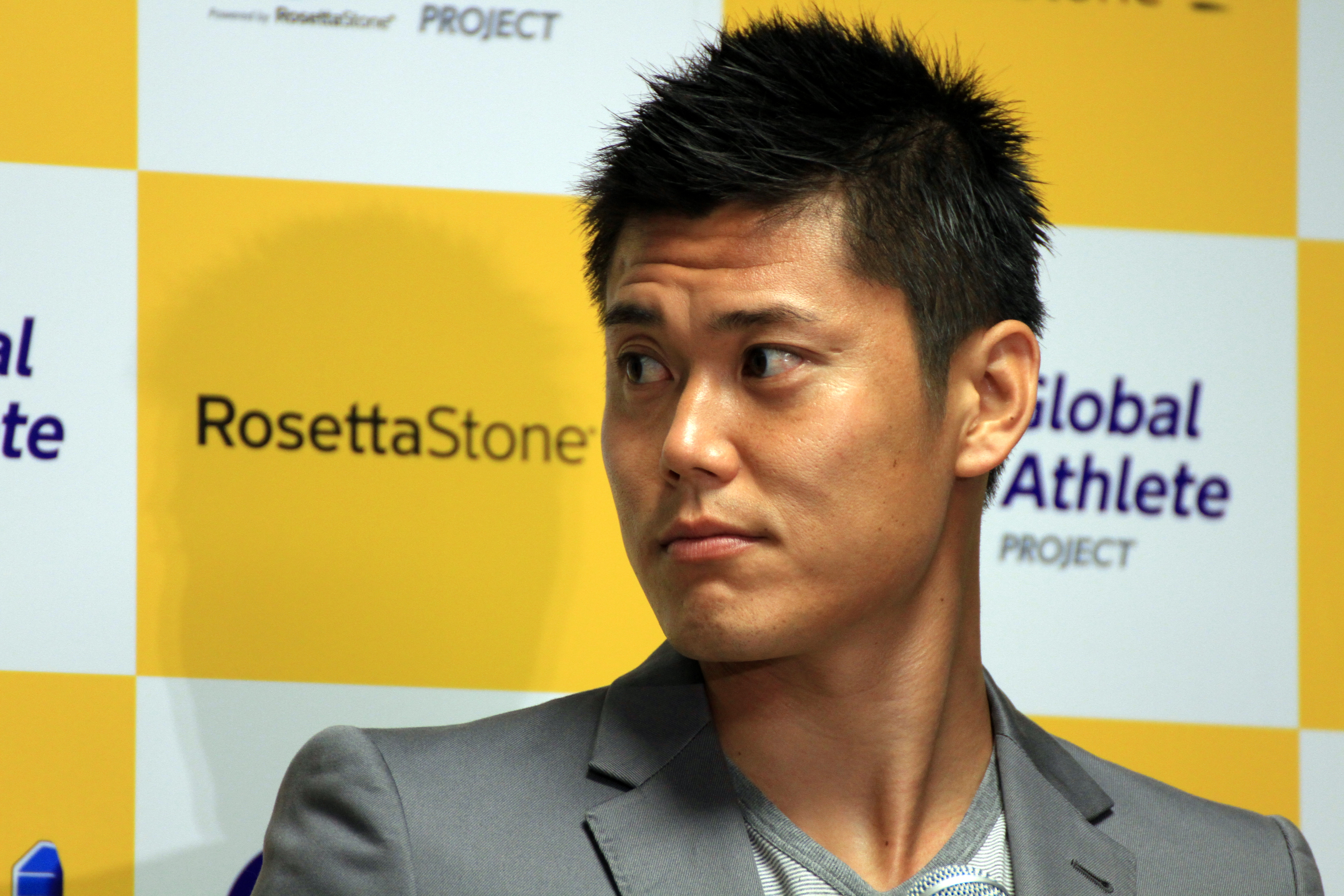
Gardien de l'équipe ainsi que celui de l'équipe nationale du Japon Eiji Kawashima
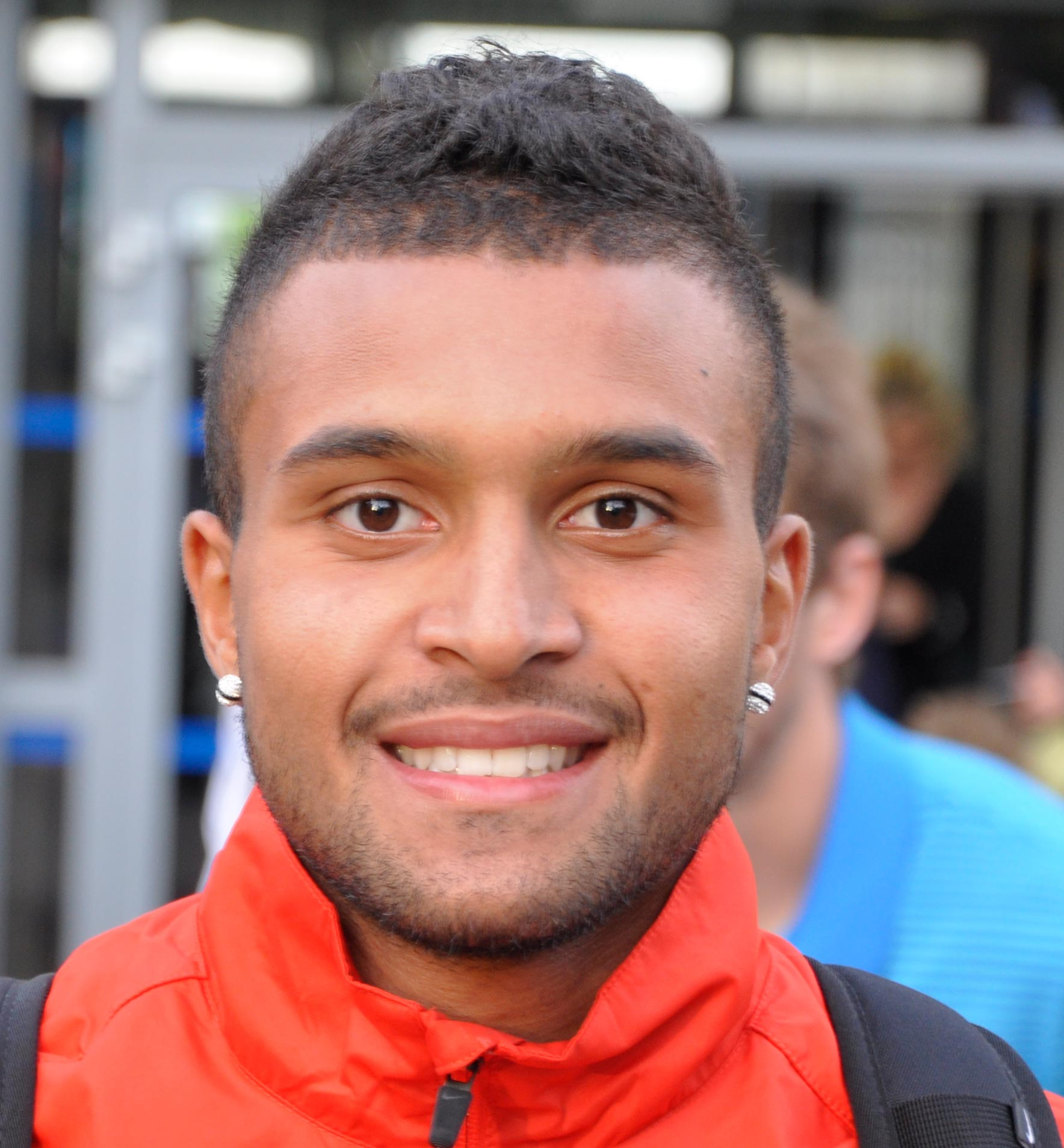
Milieu de terrain Frédéric Bulot
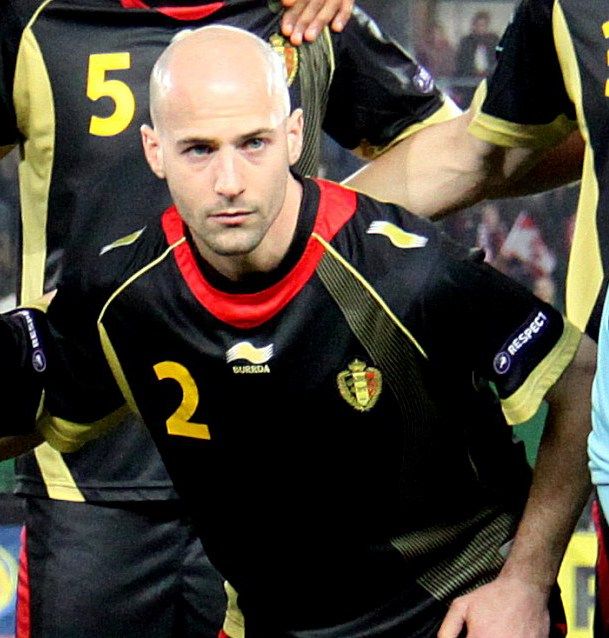
Défenseur de l'équipe et de l'équipe nationale de Belgique Laurent Ciman
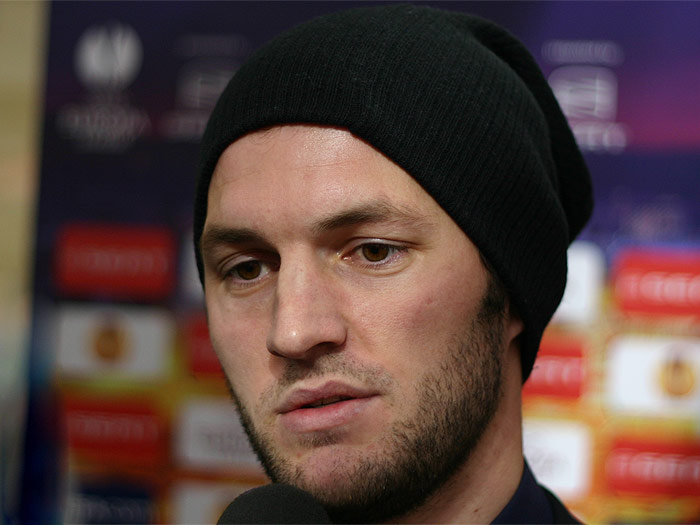
Capitaine de l'équipe Jelle Van Damme

### Transferts

#### Été 2012
| Nom                                | Naissance         | Position                    | Nationalité sportive | Fin de contrat | Dernier club                  | Destination          |
| ARRIVÉES                           |                   |                             |                      |                |                               |                      |
| Imoh Ezekiel                       | 24 octobre 1993   | Attaquant                   | Nigeria              | Juin 2015      | 36 Lion FC                    | Standard de Liège    |
| Ron Jans                           | 29 septembre 1958 | Entraineur                  | Pays-Bas             | Juin 2013      | SC Heerenveen                 | Standard de Liège    |
| Arnor Angeli (retour de prêt)      | 25 février 1991   | Milieu                      | Belgique             | Juin 2014      | K Beerschot AC                | Standard de Liège    |
| Guy Dufour (retour de prêt)        | 14 mars 1987      | Milieu                      | Belgique             | Juin 2014      | Antwerp FC                    | Standard de Liège    |
| Pierre-Yves Ngawa (retour de prêt) | 9 février 1992    | Défenseur                   | Belgique             | Juin 2015      | Saint-Trond VV                | Standard de Liège    |
| Koen Daerden (retour de prêt)      | 8 mars 1982       | Milieu gauche               | Belgique             | Juin 2013      | Saint-Trond VV                | Standard de Liège    |
| Dolly Menga (retour de prêt)       | 2 mai 1993        | Milieu offensif / Attaquant | Belgique             | Juin 2013      | Saint-Trond VV                | Standard de Liège    |
| Leroy Labylle (retour de prêt)     | 11 mars 1991      | Ailier gauche               | Belgique             | Juin 2013      | MVV Maastricht                | Standard de Liège    |
| Dudu Biton                         | 1er mars 1988     | Attaquant                   | Israël               | Juin 2016      | Royal Charleroi Sporting Club | Standard de Liège    |
| Danny Verbeek                      | 15 aout 1990      | Milieu Offensif             | Pays-Bas             | Juin 2016      | FC Den Bosch                  | Standard de Liège    |
| Marvin Ogunjimi (Prêt)             | 12 octobre 1987   | Attaquant                   | Belgique             | Juin 2013      | Real Majorque                 | Standard de Liège    |
| Frédéric Bulot                     | 27 septembre 1990 | Milieu Offensif             | France               | Juin 2016      | SM Caen                       | Standard de Liège    |
| Astrit Ajdarević                   | 17 avril 1990     | Milieu                      | Suède                | Juin 2016      | IFK Norrköping                | Standard de Liège    |
| Eiji Kawashima                     | 20 mars 1983      | Gardien                     | Japon                | Juin 2015      | SK Lierse                     | Standard de Liège    |
| Yohan Tavares                      | 2 mars 1988       | Défenseur                   | Portugal             | Juin 2015      | Beira-Mar                     | Standard de Liège    |
| Yadin Zaris                        | 14 mai 1990       | Attaquant                   | Israël               | Juin 2016      | Maccabi Herzliya              | Standard de Liège    |
| Ezekiel Fryers                     | 9 septembre 1992  | Défenseur                   | Angleterre           | Juin 2014      | Manchester United             | Standard de Liège    |
| Ivan Bulos Guerrero                | 20 mai 1993       | Attaquant                   | Pérou                | Juin 2015      | Sporting Cristal              | Standard de Liège    |
| Luiz Phellype (Prêt)               | 27 septembre 1993 | Attaquant                   | Brésil               | Juin 2013      | Desportivo Brasil             | Standard de Liège    |
| Guillermo Méndez                   | 26 août 1994      | Milieu                      | Uruguay              | Juin 2017      | Nacional Montevideo           | Standard de Liège    |
| DÉPARTS                            |                   |                             |                      |                |                               |                      |
| José Riga                          | 30 juillet 1957   | Entraîneur                  | Belgique             | Juin 2013      | Standard de Liège             | Aspire Academy       |
| Serge Gakpé (retour de prêt)       | 7 mai 1987        | Attaquant                   | Togo                 | Juin 2012      | Standard de Liège             | FC Nantes            |
| Guy Dufour                         | 14 mars 1987      | Milieu                      | Belgique             | Juin 2014      | Standard de Liège             | Saint-Trond VV       |
| Leroy Labylle                      | 11 mars 1991      | Ailier gauche               | Belgique             | Juin 2014      | Standard de Liège             | MVV Maastricht       |
| Pierre-Yves Ngawa (prêt)           | 9 février 1992    | Défenseur                   | Belgique             | Juin 2013      | Standard de Liège             | Saint-Trond VV       |
| Arnor Angeli                       | 25 février 1991   | Milieu                      | Belgique             | Juin 2014      | Standard de Liège             | RAEC Mons            |
| Felipe Trevizan Martins            | 15 mai 1987       | Défenseur                   | Brésil               | Juin 2016      | Standard de Liège             | Hanovre 96           |
| Mohammed Tchité                    | 31 janvier 1984   | Attaquant                   | Belgique             | Juin 2015      | Standard de Liège             | FC Bruges            |
| Cyriac Gohi Bi Zoro                | 5 août 1990       | Attaquant                   | Côte d'Ivoire        | Juin 2016      | Standard de Liège             | RSC Anderlecht       |
| Birkir Bjarnason (prêt)            | 27 mai 1988       | Milieu                      | Islande              | Juin 2015      | Standard de Liège             | Pescara              |
| Franco Zennaro (prêt)              | 1er avril 1993    | Défenseur                   | Belgique             | Juin 2013      | Standard de Liège             | Waasland-Beveren     |
| Karim Belhocine                    | 2 avril 1978      | Milieu                      | France               | Juin 2013      | Standard de Liège             | Waasland-Beveren     |
| Laurent Henkinet (prêt)            | 14 septembre 1992 | Gardien                     | Belgique             | Juin 2013      | Standard de Liège             | KFC Dessel Sport     |
| Dolly Menga                        | 2 mai 1993        | Attaquant                   | Belgique             | Juin 2014      | Standard de Liège             | SK Lierse            |
| Yadin Zaris (prêt)                 | 14 mai 1990       | Attaquant                   | Israël               | Juin 2016      | Standard de Liège             | Újpest Football Club |
| Abdelfattah Boukhriss              | 22 octobre 1986   | Défenseur central           | Maroc                | Juin 2012      | Standard de Liège             | Raja Casablanca      |
| Axel Bonemme (prêt)                | 8 mars 1993       | Défenseur                   | Belgique             | Juin 2015      | Standard de Liège             | Saint-Trond VV       |
| Henri Eninful                      | 22 juillet 1992   | Milieu défensif             | Togo                 | Juin 2013      | Standard de Liège             | Újpest Football Club |
| Danny Verbeek (prêt)               | 15 aout 1990      | Milieu Offensif             | Pays-Bas             | Juin 2016      | Standard de Liège             | NAC Breda            |
| Geoffrey Mujangi Bia (prêt)        | 12 août 1989      | Milieu                      | Belgique             | Juin 2014      | Standard de Liège             | Watford FC           |
| Koen Daerden (contrat résilié)     | 8 mars 1982       | Milieu gauche               | Belgique             | Juin 2013      | Standard de Liège             | Libre                |
| Iván Bulos (prêt)                  | 20 mai 1993       | Attaquant                   | Pérou                | Juin 2015      | Standard de Liège             | Saint-Trond VV       |

#### Hiver 2013
| Nom                     | Naissance         | Position  | Nationalité sportive | Fin de contrat | Dernier club      | Destination           |
| ARRIVÉES                |                   |           |                      |                |                   |                       |
| Reza Ghoochannejhad     | 20 septembre 1987 | Attaquant | Iran                 | Juin 2016      | Saint-Trond VV    | Standard de Liège     |
| Kensuke Nagai           | 5 mars 1989       | Attaquant | Japon                | Juin 2017      | Nagoya Grampus    | Standard de Liège     |
| Yuji Ono                | 22 décembre 1992  | Attaquant | Japon                | Juin 2017      | Yokohama Marinos  | Standard de Liège     |
| Zié Diabaté (prêt)      | 2 mars 1989       | Défenseur | Côte d'Ivoire        | Juin 2013      | Dijon FCO         | Standard de Liège     |
| Adrian Cristea (prêt)   | 30 novembre 1983  | Milieu    | Roumanie             | Juin 2013      | Petrolul Ploiesti | Standard de Liège     |
| George Ţucudean         | 30 avril 1991     | Attaquant | Roumanie             | Juin 2017      | Dinamo Bucarest   | Standard de Liège     |
| Loïc Nego (prêt)        | 15 janvier 1991   | Milieu    | France               | Juin 2013      | AS Roma           | Standard de Liège     |
| DÉPARTS                 |                   |           |                      |                |                   |                       |
| Ezekiel Fryers          | 9 septembre 1992  | Défenseur | Angleterre           | Juin 2014      | Standard de Liège | Tottenham Hotspur FC  |
| Marvin Ogunjimi         | 12 octobre 1987   | Attaquant | Belgique             | Juin 2013      | Standard de Liège | Beerschot AC          |
| Rami Gershon (prêt)     | 12 août 1988      | Défenseur | Israël               | Juin 2013      | Standard de Liège | Celtic Glasgow        |
| Guillermo Méndez (prêt) | 26 août 1994      | Milieu    | Uruguay              | Juin 2017      | Standard de Liège | Saint-Trond VV        |
| Yadin Zaris (prêt)      | 14 mai 1990       | Attaquant | Israël               | Juin 2016      | Standard de Liège | Saint-Trond VV        |
| Réginal Goreux          | 31 décembre 1987  | Défenseur | Haïti                | Juin 2014      | Standard de Liège | Krylia Sovetov Samara |
| Sébastien Pocognoli     | 1er août 1987     | Défenseur | Belgique             | Juin 2014      | Standard de Liège | Hanovre 96            |
| Dudu Biton (prêt)       | 1er mars 1988     | Attaquant | Israël               | Juin 2016      | Standard de Liège | APOEL Nicosie         |
| Birkir Bjarnason        | 27 mai 1988       | Milieu    | Islande              | Juin 2016      | Standard de Liège | Pescara               |
| Yohan Tavares (prêt)    | 2 mars 1988       | Défenseur | Portugal             | Juin 2015      | Standard de Liège | Estoril-Praia         |
| Ignacio González (prêt) | 14 mai 1982       | Milieu    | Uruguay              | Juin 2015      | Standard de Liège | Hercules Alicante     |

## Les résultats

### Amicaux
| Journée | Date        | Heure | Lieu         | Club visité         | Club visiteur              | Score           | Buts liégeois                                                                               |
| ------- | ----------- | ----- | ------------ | ------------------- | -------------------------- | --------------- | ------------------------------------------------------------------------------------------- |
| 1       | 22/06/2012  | 19h00 | Mouland      | FC United Richelle  | Standard de Liège          | 1 - 11          | Verbeek (2), Coppenolle (csc), Biton, Buyens, Menga, Batshuayi (2), M'Poku, Ezekiel, Angeli |
| 2       | 23/06/2012  | 17h00 | Binche       | RJE Binchoise       | Standard de Liège          | 0 - 1           | Angeli                                                                                      |
| 3       | 27/06/2012  | 19h00 | Ciney        | RUW Ciney           | Standard de Liège          | 0 - 7           | Ezekiel, Buzaglo, Menga, M'Poku, Batshuayi (2), Biton                                       |
| 4       | 30/06/2012  | 18h00 | Ath          | Royal Géants Athois | Standard de Liège          | 0 - 4           | Ezekiel, Batshuayi, M'Poku, Buzaglo                                                         |
| 5       | 07/07/2012  | 20h00 | Zürich       | Grasshopper Zürich  | Standard de Liège          | 2 - 1           | Batshuayi                                                                                   |
| 6       | 08/07/2012  | 14h30 | Bâle         | FC Bâle             | Standard de Liège          | 0 - 1           | Ajdarevic                                                                                   |
| 7       | 13/07/2012  | 19h30 | Hasselt      | Standard de Liège   | FC Oțelul Galați           | 1 - 0           | González                                                                                    |
| 8       | 18/07/2012  | 19h30 | Wavre        | Standard de Liège   | RCD Majorque               | 1 - 0           | González                                                                                    |
| 9       | 19/07/2012  | 19h00 | Tirlemont    | KVK Tirlemont       | Standard de Liège          | 0 - 7           | Batshuayi (4), Biton (3)                                                                    |
| 10      | 21/07/2012  | 18h00 | Sittard      | Standard de Liège   | Trabzonspor                | 0 - 0           |                                                                                             |
| 11      | 06/09/2012  | 14h30 | Académie RLD | Standard de Liège   | MVV Maastricht             | 3 - 0           | Biton (2), Phellype                                                                         |
| 12      | 11/10/2012  | 14h30 | Académie RLD | Standard de Liège   | Fortuna Sittard            | 1 - 0           | Ogunjimi                                                                                    |
| 13      | 11/12/2012  | 19h00 | Académie RLD | Standard de Liège   | RFC Huy                    | 2 - 1           | Phellype, Biton                                                                             |
| 14      | 10/01/2013  | 15h00 | Belek        | Standard de Liège   | VfL Wolfsburg              | 1 - 3           | González                                                                                    |
| 15      | 13/01/2013¤ | 15h00 | Düsseldorf   | 1. FSV Mayence 05   | Standard de Liège          | 2 - 0           |                                                                                             |
| 16      | 13/01/2013¤ | 16h00 | Düsseldorf   | Fortuna Düsseldorf  | Standard de Liège          | 2 - 2 (4-5 tab) | Ajdarevic, Phellype                                                                         |
| 17      | 20/02/2013  | 16h00 | Académie RLD | Standard de Liège   | Saint-Trond VV             | 1 - 0           | Opare                                                                                       |
| 18      | 28/02/2013  | 19h30 | Académie RLD | Standard de Liège   | R. Sprimont Comblain Sport | 10 - 0          | Buzaglo, Batshuayi (4), M'Poku(3), Ono, Arslanagic                                          |
| 19      | 05/03/2013  | 15h00 | Académie RLD | Standard de Liège   | KAS Eupen                  | 3 - 0           | Nagai, Ciman, Vainqueur                                                                     |
| 20      | 27/03/2013  | 17h00 | Académie RLD | Standard de Liège   | RCS Visé                   | 2 - 1           | Koc, Ezekiel                                                                                |

¤ matches d'une mi-temps (Stadtwerke Düsseldorf Wintercup)

### Championnat

#### Saison régulière
| Journée | Date       | Heure | Club visité        | Club visiteur      | Score | Buts liégeois                                                | Assistance |
| ------- | ---------- | ----- | ------------------ | ------------------ | ----- | ------------------------------------------------------------ | ---------- |
| 1re     | 29/07/2012 | 18h00 | Standard de Liège  | SV Zulte Waregem   | 0 - 1 |                                                              | 24 000     |
| 2e      | 03/08/2012 | 20h30 | Lierse SK          | Standard de Liège  | 0 - 0 |                                                              | 8 000      |
| 3e      | 10/08/2012 | 20h30 | Standard de Liège  | Waasland-Beveren   | 3 - 1 | Seijas, Sibum (csc), González                                | 24 000     |
| 4e      | 19/08/2012 | 18h00 | Sporting Charleroi | Standard de Liège  | 2 - 6 | Ezekiel (2), Ajdarević, Seijas, Buyens (2)                   | 11 153     |
| 5e      | 26/08/2012 | 14h30 | Standard de Liège  | FC Malines         | 3 - 2 | Buyens, Ezekiel, González                                    | 24 000     |
| 6e      | 02/09/2012 | 14h30 | Club Bruges KV     | Standard de Liège  | 4 - 2 | González, Biton                                              | 25 831     |
| 7e      | 16/09/2012 | 18h00 | Beerschot AC       | Standard de Liège  | 3 - 2 | Ezekiel, González                                            | 8 600      |
| 8e      | 21/09/2012 | 20h30 | Standard de Liège  | KAA La Gantoise    | 1 - 2 | Buyens                                                       | 25 000     |
| 9e      | 30/09/2012 | 18h00 | KV Courtrai        | Standard de Liège  | 2 - 1 | González                                                     | 7 028      |
| 10e     | 07/10/2012 | 14h30 | Standard de Liège  | RSC Anderlecht     | 2 - 1 | Bulot (2)                                                    | 27 500     |
| 11e     | 21/10/2012 | 18h00 | RAEC Mons          | Standard de Liège  | 3 - 1 | Cissé                                                        | 4 000      |
| 12e     | 26/10/2012 | 20h30 | Standard de Liège  | Cercle Bruges      | 2 - 1 | Ezekiel, González                                            | 24 000     |
| 13e     | 31/10/2012 | 20h30 | KRC Genk           | Standard de Liège  | 0 - 2 | Batshuayi, Seijas                                            | 24 331     |
| 14e     | 04/11/2012 | 20h30 | Standard de Liège  | OH Leuven          | 2 - 0 | Vainqueur, Batshuayi                                         | 23 000     |
| 15e     | 09/11/2012 | 20h30 | KSC Lokeren        | Standard de Liège  | 2 - 1 | Van Damme                                                    | 6 439      |
| 16e     | 18/11/2012 | 14h30 | SV Zulte Waregem   | Standard de Liège  | 0 - 0 |                                                              | 7 000      |
| 17e     | 23/11/2012 | 20h30 | Standard de Liège  | Lierse SK          | 3 - 0 | Ezekiel (2), M'Poku                                          | 20 000     |
| 18e     | 02/12/2012 | 18h00 | Waasland-Beveren   | Standard de Liège  | 0 - 2 | Ezekiel, Vainqueur                                           | 5 000      |
| 19e     | 07/12/2012 | 20h30 | Standard de Liège  | Sporting Charleroi | 6 - 1 | Buyens, Vainqueur, Buzaglo, Goreux, Milicevic (csc), Ezekiel | 22 000     |
| 20e     | 15/12/2012 | 18h00 | FC Malines         | Standard de Liège  | 0 - 2 | Ezekiel, Batshuayi                                           | 10 000     |
| 21e     | 23/12/2012 | 14h30 | Standard de Liège  | Club Bruges KV     | 1 - 3 | Ezekiel                                                      | 24 531     |
| 22e     | 27/12/2012 | 18h00 | Standard de Liège  | Beerschot AC       | 3 - 0 | Batshuayi, Van Damme, Ezekiel                                | 22 000     |
| 23e     | 19/01/2013 | 18h00 | KAA La Gantoise    | Standard de Liège  | 0 - 0 |                                                              | 10 000     |
| 24e     | 25/01/2013 | 20h30 | Standard de Liège  | KV Courtrai        | 2 - 0 | Batshuayi, Van Damme                                         | 22 000     |
| 25e     | 03/02/2013 | 18h00 | RSC Anderlecht     | Standard de Liège  | 2 - 2 | Batshuayi, Buyens                                            | 21 000     |
| 26e     | 10/02/2013 | 14h30 | Standard de Liège  | RAEC Mons          | 0 - 1 |                                                              | 19 876     |
| 27e     | 16/02/2013 | 18h00 | Cercle Bruges      | Standard de Liège  | 0 - 1 | Ezekiel                                                      | 11 849     |
| 28e     | 24/02/2013 | 18h00 | Standard de Liège  | KRC Genk           | 0 - 0 |                                                              | 21 000     |
| 29e     | 09/03/2013 | 20h00 | OH Leuven          | Standard de Liège  | 0 - 4 | Ezekiel, Batshuayi, Ciman, Bulot                             | 9 500      |
| 30e     | 16/03/2013 | 20h00 | Standard de Liège  | KSC Lokeren        | 0 - 2 |                                                              | 21 000     |

#### Playoffs 1
| Journée | Date       | Heure | Club visité       | Club visiteur     | Score | Buts liégeois                    | Assistance |
| ------- | ---------- | ----- | ----------------- | ----------------- | ----- | -------------------------------- | ---------- |
| 1re     | 01/04/2013 | 14h30 | Club Bruges KV    | Standard de Liège | 0 - 2 | Batshuayi, Buyens                | 22 501     |
| 2e      | 06/04/2013 | 18h00 | Standard de Liège | RSC Anderlecht    | 0 - 0 |                                  | 21 233     |
| 3e      | 12/04/2013 | 20h30 | SV Zulte Waregem  | Standard de Liège | 3 - 4 | Vainqueur, M'Poku, Kanu, Ezekiel | 8 071      |
| 4e      | 16/04/2013 | 20h30 | Standard de Liège | KRC Genk          | 3 - 0 | Buyens, M'Poku, Batshuayi        | 20 000     |
| 5e      | 20/04/2013 | 18h00 | KSC Lokeren       | Standard de Liège | 4 - 1 | M'Poku                           | 6 541      |
| 6e      | 28/04/2013 | 18h00 | Standard de Liège | SV Zulte Waregem  | 1 - 0 | M'Poku                           | 23 000     |
| 7e      | 05/05/2013 | 14h30 | RSC Anderlecht    | Standard de Liège | 2 - 0 |                                  | 26 361     |
| 8e      | 12/05/2013 | 14h30 | Standard de Liège | Club Bruges KV    | 2 - 4 | Duarte (csc), M'Poku             | 19 615     |
| 9e      | 16/05/2013 | 20h30 | KRC Genk          | Standard de Liège | 1 - 1 | Ezekiel                          | 18 685     |
| 10e     | 19/05/2013 | 14h30 | Standard de Liège | KSC Lokeren       | 4 - 3 | Reza, Arslanagic, Batshuayi (2)  | 12 602     |

#### Test match pour la Ligue Europa
| Tour   | Date       | Heure | Club visité       | Club visiteur     | Score | Buts liégeois                          | Assistance |
| ------ | ---------- | ----- | ----------------- | ----------------- | ----- | -------------------------------------- | ---------- |
| Aller  | 23/05/2013 | 20h30 | KAA La Gantoise   | Standard de Liège | 1 - 0 |                                        | 6 190      |
| Retour | 26/05/2013 | 14h30 | Standard de Liège | KAA La Gantoise   | 7 - 0 | Batshuayi, Bulot, M'Poku (3), Reza (2) | 20 582     |

### Coupe de Belgique
| Tour | Date       | Heure | Club visité              | Club visiteur     | Score      | Buts liégeois                       | Assistance |
| ---- | ---------- | ----- | ------------------------ | ----------------- | ---------- | ----------------------------------- | ---------- |
| 1/16 | 25/09/2012 | 20h15 | R Mouscron-Peruwelz (D2) | Standard de Liège | 2 - 3 (ap) | Ajdarevic, Domrane (csc), Van Damme |            |
| 1/8  | 29/11/2012 | 20h45 | KRC Genk                 | Standard de Liège | 1 - 0      |                                     |            |

### Classement des buteurs
| Rang | Joueur              | Buts |
| ---- | ------------------- | ---- |
| 1    | Imoh Ezekiel        | 16   |
| 2    | Michy Batshuayi     | 12   |
| 3    | Paul-José M'Poku    | 9    |
| 4    | Yoni Buyens         | 8    |
| 5    | Nacho González      | 6    |
| 6    | Jelle Van Damme     | 4    |
| 6    | William Vainqueur   | 4    |
| 6    | Frédéric Bulot      | 4    |
| 9    | Luis Manuel Seijas  | 3    |
| 9    | Reza Ghoochannejhad | 3    |
| 11   | Astrit Ajdarević    | 2    |
| 12   | Dudu Biton          | 1    |
| 12   | Maor Buzaglo        | 1    |
| 12   | Ibrahima Cissé      | 1    |
| 12   | Réginal Goreux      | 1    |
| 12   | Laurent Ciman       | 1    |
| 12   | Kanu                | 1    |
| 12   | Dino Arslanagic     | 1    |

### Classement des passeurs
| Rang | Joueur              | Passes décisives |
| ---- | ------------------- | ---------------- |
| 1    | Paul-José M'Poku    | 6                |
| 1    | Frédéric Bulot      | 6                |
| 3    | Jelle Van Damme     | 5                |
| 4    | Luis Manuel Seijas  | 3                |
| 4    | Imoh Ezekiel        | 3                |
| 4    | Michy Batshuayi     | 3                |
| 7    | Maor Buzaglo        | 2                |
| 7    | Nacho González      | 2                |
| 7    | William Vainqueur   | 2                |
| 7    | Yoni Buyens         | 2                |
| 7    | Daniel Opare        | 2                |
| 12   | Astrit Ajdarevic    | 1                |
| 12   | Laurent Ciman       | 1                |
| 12   | Reza Ghoochannejhad | 1                |
| 12   | Kensuke Nagai       | 1                |
| 12   | Loïc Nego           | 1                |
| 12   | Anil Koc            | 1                |